# 千崎若菜
千崎 若菜（せんざき わかな、1981年5月16日 - ）は、日本の女優、モデル。東京都大田区出身。シュルーモデルエージェンシー所属。血液型はA型。

## 来歴・人物
『ピチレモン』のモデル時代は本名の横瀬 若菜で活動していた。その後、若菜のみで活動していた時期もある。『仮面ライダークウガ』にレギュラー出演していた際の芸名は「葵 若菜」（あおい わかな）。現在の千崎という姓は、母親の旧姓：千崎（せんざき）からとった。
千葉県浦安市の明海大学外国語学部英米語学科卒業。
特技はスキューバダイビング、バレーボール（大学ではバレーボール部に所属）、テニスなどスポーツ全般。
兄の役を演じたオダギリジョーら『仮面ライダークウガ』の出演者や制作陣らとの親交が2008年にも食事会で集まるなど現在に至るまで長く続き、特に2009年11月の自らの結婚式では、出席したオダギリが大トリでスピーチを行った。

## 出演

### テレビドラマ
- NHK土曜特集「おとぎ話ファンタジー」（NHK） - もえ 役
- 仮面ライダークウガ（2000年 - 2001年、テレビ朝日） - 五代みのり 役
- グッド★コンビネーション 第1話（2001年、NHK） - 理佳子 役
- 高校教師 第8話（2003年、TBS）
- 動物のお医者さん 第4回（2003年、テレビ朝日）
- 僕と彼女と彼女の生きる道 スペシャル（2004年、CX） - 新幹線車内販売の店員 役

### 映画
- がんばっていきまっしょい（1998年、第8回日本映画批評家大賞 ・新人賞受賞） - 矢野利絵（リー） 役
- 伊藤潤二 恐怖collection「首吊り気球」（2000年）
- 踊る大捜査線 THE MOVIE 2 レインボーブリッジを封鎖せよ!（2003年）
- 瞬 またたき（2010年） - 桐野涼子 役

### CM
- クレアラシル
- 日本コカ・コーラ
- NTT DoCoMo
- P&G
- 広島銀行
- 東急スポーツシステム

### PV
- DREAMS COME TRUE「マスカラまつげ」（ユニバーサルミュージック）

## 雑誌
- ピチレモン（学研）
- 月刊ガルヴィ（実業之日本社）
- E ENTERTAINMENT MAGAZINE（TB出版）
- ルシャン（産経新聞メディックス）

## 音楽
- たんぽぽのおはな - 『仮面ライダークウガ』の劇中歌だが、幼稚園の子供たちと共に歌い、CDにも収録されている。

## DVD
- 葵若菜（日本メディアサプライ）